# Вестендорп, Карлос
Карлос Вестендорп (исп. Carlos Westendorp y Cabeza; род. 7 января 1937, Мадрид) — испанский дипломат, Генеральный секретарь Мадридского клуба.

## Биография
В 1966 году поступил на испанскую дипломатическую службу. После исполнения нескольких миссий за рубежом (1966—1969: заместитель генерального консула в Сан-Паулу, Бразилия; 1975—1979: торгово-экономический советник посольства Испании в Гааге) и в Испании (1969—1975: руководитель экономических исследований в дипломатической школе, Председатель технологических соглашений в Министерстве иностранных дел, начальник Кабинета Министра промышленности) он посвятил большую часть своей профессиональной карьеры процессам интеграции Испании в Европейский союз.
В период с 1979 по 1985 год в Министерстве по Европейским делам занимал должность советника министра, был начальником личной канцелярии министра и Генеральным секретарём. В 1986 году, когда Испания вступила в ЕС, Вестендорп был назначен первым Постоянным представителем. Он возглавлял Комитет постоянных представителей в течение первого председательства Испании в ЕЭС в 1989 году.
С 1991 по 1995 год — секретарь Испании по делам Европейского Союза. В декабре 1995 года он был назначен министром иностранных дел и занимал эту должность до конца правления правительства Фелипе Гонсалеса. В июле 1996 года назначен Постоянным Представителем Испании при Организации Объединенных Наций в Нью-Йорке. С 1997 по 1999 год стал Верховным Представителем Международного Сообщества в Боснии и Герцеговине. По его просьбе, Боннская конференция доверила ему принять необходимые решения для реализации мирных соглашений (флаг, национальный гимн, единая валюта, общие номерные знаки, законы о гражданстве и т. д.) В 1999 году Карлос Вестендорп был избран членом Европейского парламента и представлял Испанскую Социалистическую Рабочую Партию (ИСРП). Он находился на службе в качестве председателя комитета по промышленности, торговле, энергетике и науке до 2003 года.
В настоящее время он является главным советником Фелипе Гонсалеса, Председателем Группы отображения будущего Европы, образованной главами государств и правительств ЕС, с целью помочь ЕС в предвидении и решении задач, поставленных в период 2020—2030 годов. Он является президентом Вестендорпской Международной частной консалтинговой компании. Постоянно выступает на конференциях и лекциях, написал статьи и книги посвященные европейским делам, за которые и был награждён премией журналистики Сальвадора де Мадарьяга.